# Wash Us in the Blood
| Оценки критиков | Оценки критиков |
| Источник        | Оценка          |
| --------------- | --------------- |
| The Guardian    | [ 2 ]           |
| NME             | [ 3 ]           |

«Wash Us in the Blood» — сингл американского хип-хоп музыканта Канье Уэста при участии Трэвиса Скотта. Продюсированием занимались Ronny J, BoogzDaBeast и сам Уэст.

## История
25 ноября 2019 года Канье Уэст показал премьеру своей христианской оперы Nebuchadnezzar, которая включала песню «Wash Us in the Blood». В апреле 2020 года Уилл Уэлч из журнала GQ сообщил, что он прослушал несколько новых песен, когда был в Мексике вместе с Уэстом. Уэлч поделился лирикой песни и сравнил её индастриал-саунд с шестым студийным альбомом Уэста Yeezus (2013).

## Музыка
«Wash Us in the Blood» это индастриал-хип-хоп и электронная клубная музыка, продакшн которой своими электро-ритмами напоминает Yeezus.

## Музыкальное видео
25 мая 2020 года в интервью, проведённому через Instagram Live с французским дизайнером Michèle Lamy афроамериканский режиссёр Arthur Jafa сообщил, что недавно снял музыкальное видео с Уэстом для сингла из его нового альбома. Премьера музыкального клипа «Wash Us in the Blood» прошла в 10:00 на канале YouTube. Он использовал разделённый экран и показал кадры жестокости полиции, протесты в США, спровоцированные гибелью Джорджа Флойда, церковные службы, евангельский хор, убитых афро-американцев Breonna Taylor и Ahmaud Arbery, сцены из игры «Grand Theft Auto V» и компьютерные изображения Запада, а затем видео его дочери Нори (North «Nori» West) на репетиции его госпел-хора Sunday Service Choir.

## Чарты
| Чарт (2020)                                | Высшая позиция |
| ------------------------------------------ | -------------- |
| Австралия (ARIA)                           | 31             |
| Бельгия/Фландрия (Ultratip Bubbling Under) | 21             |
| Канада (Billboard Canadian Hot 100)        | 77             |
| Ирландия (IRMA)                            | 32             |
| Новая Зеландия (RMNZ)                      | 4              |
| Швеция (Heatseekers, Sverigetopplistan)    | 20             |
| Великобритания (OCC UK Singles)            | 51             |
| Великобритания (OCC UK Hip Hop/R&B)        | 33             |
| США (Billboard Hot 100)                    | 49             |
| США (Billboard Hot Christian Songs)        | 1              |
| США (Gospel Songs, Billboard)              | 1              |
| США (Billboard Hot R&B/Hip-Hop Songs)      | 20             |
| США, Rolling Stone Top 100                 | 37             |